# Agata Sikora
Agata Anna Sikora (ur. 1983) – polska kulturoznawczyni, krytyczka literacka i eseistka.
W 2007 ukończyła studia kulturoznawcze na Uniwersytecie Warszawskim. Doktor nauk humanistycznych (2014) – obrona na Wydziale Polonistyki Uniwersytetu Warszawskiego na podstawie pracy napisanej pod kierunkiem Grzegorza Godlewskiego Źródła i rozwój szczerości jako kategorii kulturowej w świetle polskiej praktyki epistolograficznej przełomu XVIII i XIX wieku w kontekście przemian europejskich. Praca ta została wyróżniona w konkursie Narodowego Centrum Kultury na najlepsza rozprawę z zakresu nauk o kulturze oraz wydana w formie książki pt. Szczerość. O wyłanianiu się nowoczesnego porządku komunikacyjnego (Wydawnictwa Uniwersytetu Warszawskiego, Warszawa 2020). Za książkę Wolność, równość, przemoc. Czego nie chcemy sobie powiedzieć (Karakter, Kraków 2019) została nominowana do Nagrody Literackiej Gdynia 2020 w kategorii esej. Współpracowniczka dwutygodnika.com. Publikowała m.in. w Gazecie Wyborczej, Krytyce Politycznej i Przekroju. Mieszka w Londynie.